# 박소현 (뮤지컬 배우)
박소현(1996년 2월 27일 ~)은 대한민국의 여자 뮤지컬배우이다.

## 소개
대한민국의 뮤지컬 배우이자 2017년 뮤지컬 <보물섬> 의 루비 역으로 데뷔하였다.

## 뮤지컬
- 2023년 멤피스 - 앙상블 역
- 2022년 마틸다 키즈 앙상블-호르텐시아 역
- 2018년 젊음의 행진 앙상블-오순심 역
- 2018년 마틸다 키즈 앙상블-호르텐시아 역
- 2017년 보물섬 - 루비 역

## 방송
- 2019년 JTBC 비밀 기획단

## 학력
- 경복대학교 뮤지컬과 (졸업)